# ブルック・アシュレイ
ブルック・アシュレイ（Brooke Ashley、1973年5月5日 – ）は、アメリカ合衆国の元ポルノ女優。1999年、撮影中にHIVに感染し、関係者を訴えたことで注目を集めた。

## 来歴
出生名アン・マリー・バロー（Anne Marie Ballowe）として大韓民国の大邱広域市でアメリカ合衆国の軍人と韓国人女性の娘として生まれた。その後一家はアメリカに移住したが、7歳のとき両親は離婚。ミズーリ州の小さな町で父親と一緒に育った。彼女自身によれば16歳のときに同級生にレイプされた。翌年、ロサンゼルスに移った。
18歳のときにブルック・アシュレイという名前でポルノ映画界入り。以来6年以上に亘り数多くのハードコア・ポルノ映画に出演した。MTVのドキュメンタリー・シリーズ『True Life』の1998年のエピソード「I'm a Porn Star」に出演。
1998年、ポルノ映画『The World’s Biggest Anal Gangbang』に出演し、アナルによる連続性交世界記録を打ち立てた。アシュレイは50人の男性とアナルセックスを行なう予定になっていた。男性のグループは、プロのポルノ男優と地元で募集されたファンで構成されていた。彼女の契約には、コンドームで保護されていない挿入シーンが含まれていた。この映画はダン・ベックによってプロデュースされ、カリフォルニア州チャッツワースのスタジオで2日間に亘って撮影された。撮影の間中アシュレイはステージにとどまり、次々と男性がさまざまな体位で彼女を貫いた。彼女は3、4人の男性を相手にした後、15分間の休憩を取った。監督のキャッシュ・マークマンによると、彼女は男性の列が途切れることのない撮影が屈辱的で泣いた。そして面識のない男性にはコンドームを使用してもらいたいと希望していた。
撮影後しばらくして、ブルック・アシュレイはHIV陽性となった。彼女が信頼していた男性の中には、ポルノ俳優のマーク・ウォーリス、本名マーク・ゴールドバーグがいた。同時期、他の数人の女優（トリシア・デヴェロー、ジョーダン・マックナイト、キンバリー・ジェイドなど）がHIVと診断された。ゴールドバーグは彼女たちの事例にも関与していた。ゴールドバーグは自身がHIV陽性であると知りながら、仕事を継続するため偽の血液検査によって故意にHIV感染を隠していたという噂が流れた。アシュレイとゴールドバーグは共演した映画について同様の権利放棄に署名している「私は健康であり、既知の性感染症がないことを証明します。私は労災補償法の利益が適用されないことを理解しています」。
ロサンゼルス・タイムズは、ポルノ業界でのアシュレイに対する仕打ちは珍しいことではないと書いているが、彼女の反応は異例であった。彼女は1999年にカリフォルニア州上級裁判所に訴訟を起こした。数件の訴訟で、彼女はポルノ映画制作に責任のあるすべての人物を訴えた。申し立ては、暴行から契約違反にまで及んだ。彼女は、ゴールドバーグが故意に自分をHIVウイルスに感染させたと非難した.。訴訟で名前が挙げられている当事者のほとんどは、アシュレイのHIV陽性に対する責任を否定している。特にゴールドバーグは彼女の主張を否定した。アシュレイはその後、トーク番組やインタビューを通じて、より多くの聴衆に知られるようになった。公聴会が最後に報告されたのは、2007年5月のカリフォルニア州労働者補償上訴委員会であった。中心的な問題はアシュレイが映画を撮ったとき、労働者のような立場にあったかどうかであった。2010年に彼女は補償を受け取った。これはアメリカ合衆国において仕事中にエイズに罹ったポルノ女優による最初の訴訟であった。彼女の裁判は、アメリカのポルノ業界を規制する必要性を実証した。
1998年にポルノ業界を去ったとき、彼女はC型肝炎にかかっており、いくつかの性感染症に感染していた。さらに薬物中毒に苦しみ、統合失調症の症状も示した。29歳のとき、彼女はホノルルのホームレス患者のための薬物リハビリ施設に住んでいた。
2005年7月、アシュレイは最後のポルノ映画を撮影した。彼女は同じくHIVに感染しているボーイフレンドとのセックスを撮影することを許諾した。

## 出演作の一部
- 1993: Nasty Girls
- 1994: Burma Road 2
- 1996: Pick up Lines 7
- 1996: Puritan Video Magazine #5
- 1998: The World's Biggest Anal Gangbang
- 1997: Assy 3 & 5
- 1999: Great Tits 1+2
- 2005: Dirty Debutantes 328